# Марущак Аліна Анатоліївна
Аліна Анатоліївна Марущак (нар. 6 березня 1997, Пилипи-Хребтіївські) — українська важкоатлетка, Майстер спорту України міжнародного класу, чемпіонка світу та Європи 2021 року.
10 березня 2023 року здала позитивний допінг-тест на заборонену речовину гідрохлоротіазид, отримавши тимчасове відсторонення від змагань до остаточного рішення.

## Результати
| Рік                           | Місце               | Вага            | Ривок           | Ривок           | Ривок           | Ривок           | Поштовх         | Поштовх         | Поштовх         | Поштовх         | Загалом         | Місце           |
| Рік                           | Місце               | Вага            | 1               | 2               | 3               | Місце           | 1               | 2               | 3               | Місце           | Загалом         | Місце           |
| Чемпіонат світу               | Чемпіонат світу     | Чемпіонат світу | Чемпіонат світу | Чемпіонат світу | Чемпіонат світу | Чемпіонат світу | Чемпіонат світу | Чемпіонат світу | Чемпіонат світу | Чемпіонат світу | Чемпіонат світу | Чемпіонат світу |
| ----------------------------- | ------------------- | --------------- | --------------- | --------------- | --------------- | --------------- | --------------- | --------------- | --------------- | --------------- | --------------- | --------------- |
| 2021                          | Ташкент, Узбекистан | до 81 кг        | 108             | 111             | 113             | 1               | 131             | 135             | 139             | 1               | 248             | 1               |
| 2022                          | Богота, Колумбія    | до 81 кг        | 116             | 119             | 121             | 2               | 137             | 142             | 142             | 7               | 256             | 6               |
| Чемпіонат Європи              |                     |                 |                 |                 |                 |                 |                 |                 |                 |                 |                 |                 |
| 2021                          | Москва, Росія       | до 81 кг        | 103             | 106             | 109             | 1               | 122             | 127             | 131             | 3               | 236             | 1               |
| 2022                          | Тирана, Албанія     | до 81 кг        | 108             | 112             | 113             | 2               | 127             | 134             | 137             | 3               | 235             | 2               |
| Чемпіонат Європи серед молоді |                     |                 |                 |                 |                 |                 |                 |                 |                 |                 |                 |                 |
| 2019                          | Бухарест, Румунія   | до 71 кг        | 93              | 98              | 101             | 1               | 111             | 117             | 124             | 2               | 225             | 2               |